# Laurent Reth
Laurent Reth – belgijski łucznik, mistrz świata z 1932.

## Wyniki
| Impreza | Rok | Miejsce | Konkurencja | Pozycja |                    |      |          |               |       |
| ------- | --- | ------- | ----------- | ------- | ------------------ | ---- | -------- | ------------- | ----- |
| Impreza | Rok | Miejsce | Konkurencja | Pozycja | Mistrzostwa świata | 1932 | Warszawa | indywidualnie | złoto |